# 中時晚報
《中時晚報》，簡稱《中晚》，（英語：China Times Express）是一份印行於台灣的中文報紙，隸屬於中時報系，是每天下午出刊的晚報。《中時晚報》創刊於1988年3月5日，在台灣股市飆漲期間發行量曾高達40餘萬份。

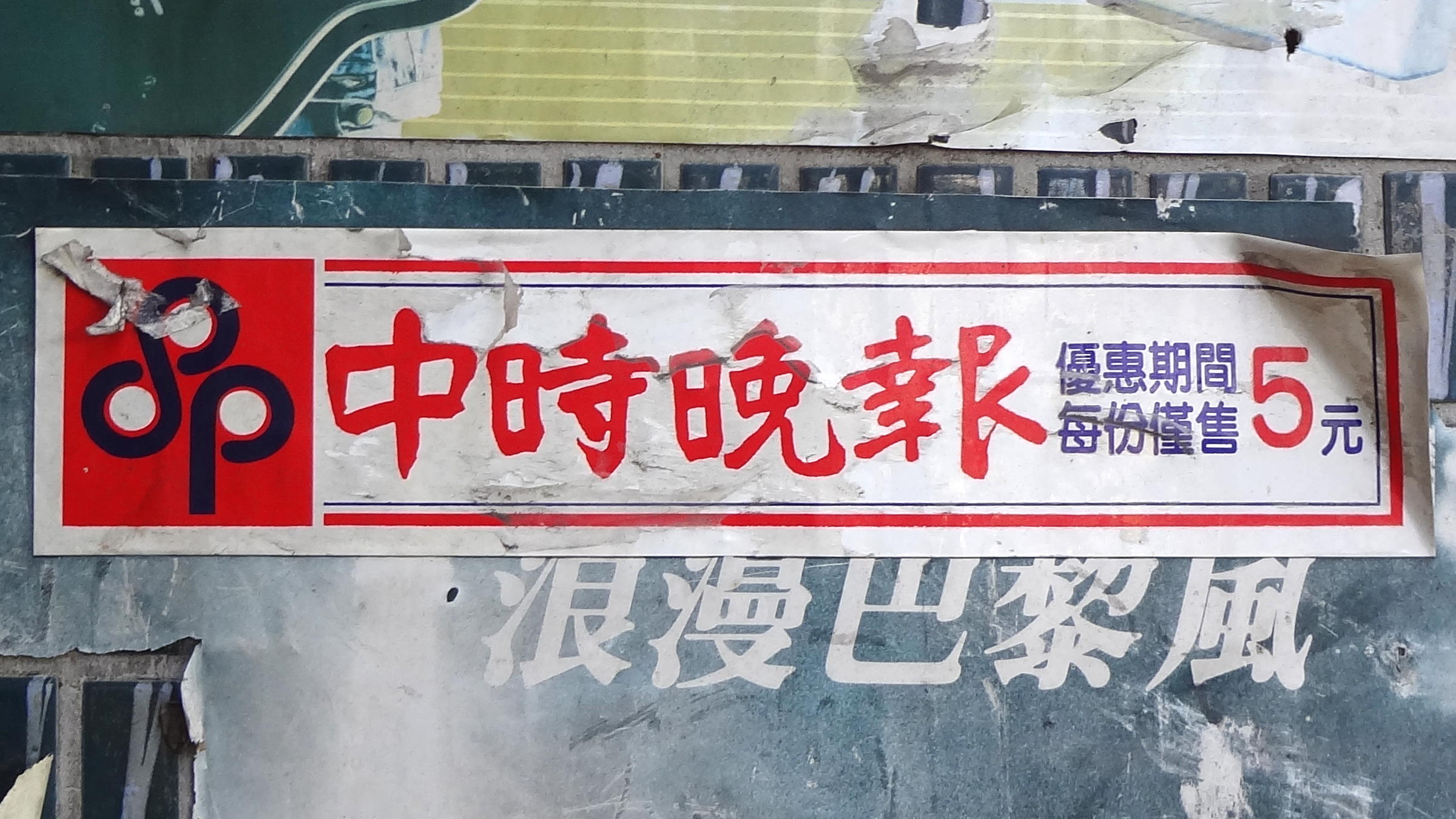
《中時晚報》每份售價新臺幣5元廣告貼紙

1988年《中時晚報》創刊這一年，即籌辦第一屆中時晚報電影獎，此即台北電影獎的前身。1996年2月1日，《中時晚報》確立了版面橫排走文，由左至右的直欄型式，賦予編輯更大膽運用圖片美化版面的空間。1998年3月5日，《中時晚報》慶祝十周年社慶，提出發展目標「前瞻、關懷、成熟」。
但在台灣有線電視興起後，台灣廣告預算急速向有線電視偏移，嚴重影響廣告營收，外加台灣股市景氣不佳、散戶讀者大量減少、股市交易延後結束、網路新聞取得便捷、有線電視24小時新聞台林立，及最后一刻中時報系与联合报系的合併谈判失败，中時報系為了減少虧損，宣布《中時晚報》於2005年10月31日發行最後刊，翌日起停止發報。
歸納而言，《中時晚報》的停刊是以新興媒體勢力興起和台灣整體經濟環境不佳等兩大因素所促成，而與聯合報系合併失敗則可說是「壓死駱駝身上的最後一根稻草」。
自2006年8月17日開始，《中時晚報》改以電子報方式（更名為：《今日晚報》）在《中時電子報》的網頁上重新出現。